# Caresse
Pour les articles homonymes, voir Caresse (homonymie).
Pour l’article ayant un titre homophone, voir Carresse.

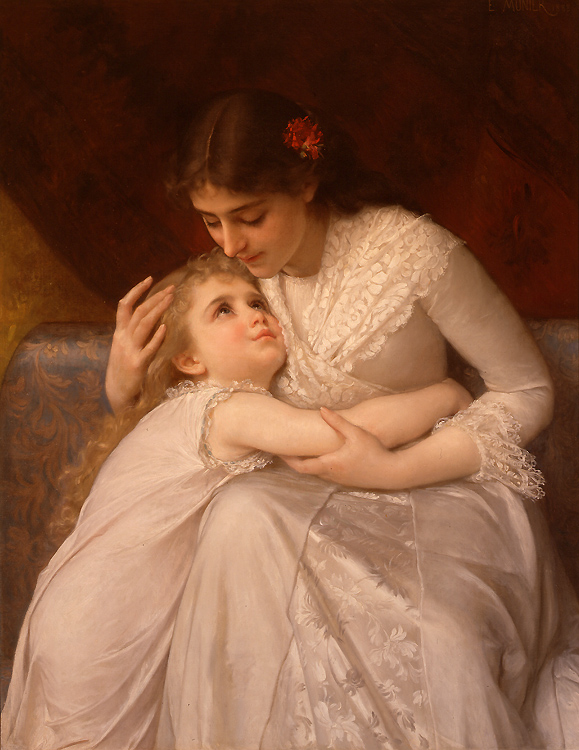
Émile Munier, Pardon maman, 1888.

Une caresse est un geste de contact physique qui forme un signe d'affection, de tendresse ou de sensualité. Les caresses existent chez les humains et chez d'autres animaux, en particulier les mammifères sociaux. Ils peuvent aussi être utilisés comme témoignages d'affection d'un humain à un animal domestique. Ce geste est généralement réalisé avec la main, avec une vitesse de 3 cm/s. Le mot « caresse » est le terme commun pour décrire le toucher affectif (aussi appelé "toucher social"). Une caresse vise en général à renforcer un lien social, mais elle peut revêtir un grand nombre de significations selon les contextes, les cultures et les époques.

## Physiologie

### Chez l'humain
Chez les humains, la perception d'une caresse passe par un réseau de nerfs différent de celui employé pour les autres sensations tactiles, comme le montre une étude menée par des chercheurs suédois en 2002. En termes scientifiques, les caresses relèvent du toucher affectif (aussi appelé "toucher social"). Ce type de toucher passe par des fibres nerveuses spécifiques, les fibres C ou fibres C-tactiles, qui permettent de ressentir un contact comme agréable en cas de caresse ou de câlin,. Selon une étude menée par Francis McGlone, professeur à l'Université de Liverpool, ces fibres C réagissent le plus vivement si elles sont stimulées à une force moyenne et avec lenteur (5 cm par seconde). Sur un corps humain, les zones qui réagissent le mieux sont les avant-bras, le tronc (poitrine, épaules, nuque, torse) et les cuisses. Les caresses produisent une hormone, l'ocytocine, nécessaire au bien-être, ainsi que de la dopamine, et elles ralentissent le rythme cardiaque. Elles font baisser le taux de cortisol, hormone liée au stress, et réduisent la pression artérielle. Cependant, l'interprétation de ces sensations faite par le cerveau dépend du contexte social et de la volonté : si une personne ne souhaite pas être touchée, autrement dit s'il n'y a pas consentement, la sensation ne lui paraît jamais agréable.
Les humains, enfants comme adultes, ont besoin de contacts physiques réguliers pour rester en bonne santé. Les fœtus réagissent aux contacts à travers le ventre de la mère dès l'âge de 12 semaines. Les enfants ont absolument besoin de contacts physiques pour se développer normalement. Selon une étude de l'Institut Max-Planck pour le développement des sciences cognitives en Allemagne, publiée en 2016, un enfant qui bénéficie de caresses régulières de la part de ses parents développe davantage les parties de son cerveau liées aux habiletés sociales.

### Chez les autres animaux

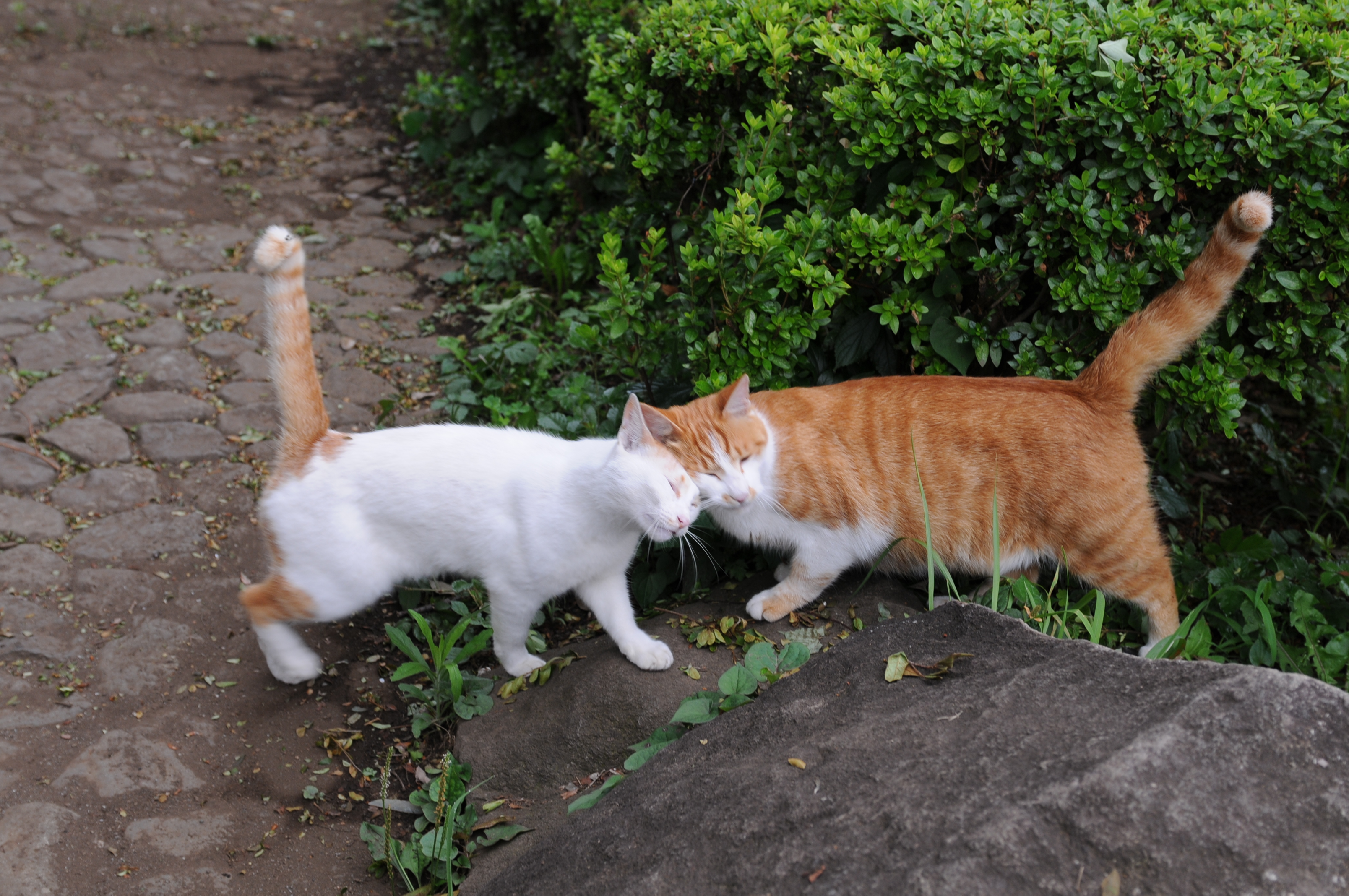
Deux chats orange tabbies se caressant mutuellement.

La production d'ocytocine, le ralentissement du rythme cardiaque et la baisse de la pression artérielle sont également attestés chez les autres animaux qui reçoivent des caresses. Chez les mammifères sociaux, ces effets positifs des caresses entraînent une recherche du contact agréable et contribuent à renforcer les liens entre les individus ; dans des conditions de vie où ces individus peuvent être en concurrence les uns avec les autres, les caresses diminuent l'agressivité et rétablissent un équilibre bénéfique à la communauté. Des échanges de caresses sont observés chez des espèces animales variées. Ils peuvent s'accompagner de câlins ou de pratiques d'hygiène telles que le toilettage qui sont également revêtues de significations sociales entre animaux, le toilettage mutuel renforçant le lien social entre les individus.

### Dans les interactions entre les humains et les autres animaux

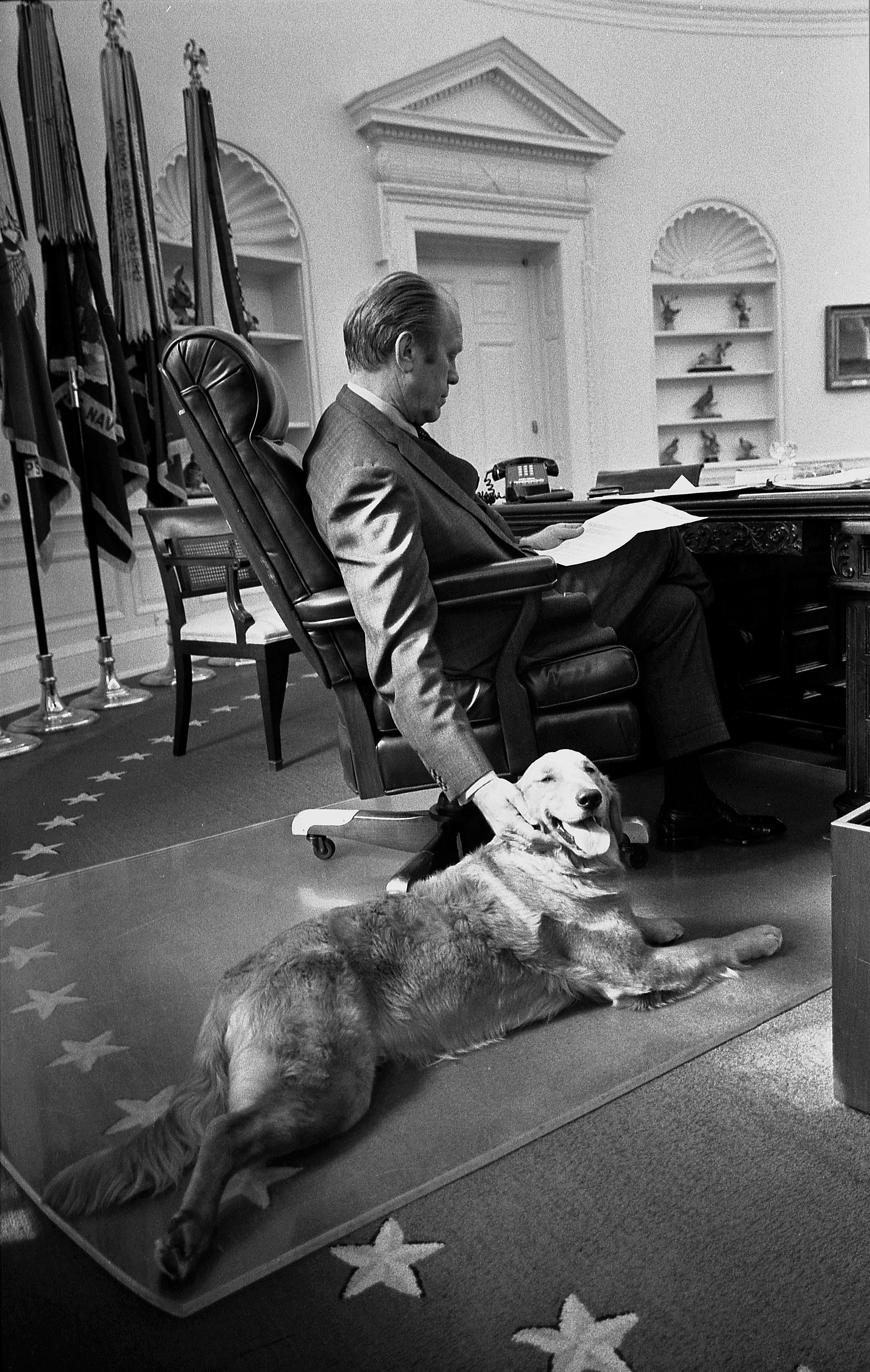
Gerald Ford caressant son chien Liberty, au Bureau ovale en 1974.

Dans les interactions entre humains et animaux, prodiguer des caresses à l'animal est un mode de communication non verbale à part entière et renforce le lien entre l'humain et l'animal. Selon Charlotte Duranton, éthologue à l’université Aix-Marseille, ce mode de communication entre les humains et les autres animaux n'a pas toujours existé mais s'est développé au fil de la domestication, la sélection génétique opérée par l'humanité favorisant les individus les plus enclins à rechercher le contact avec les humains. Même à l'échelle de la vie d'un animal, ce mode de communication s'apprend. Par exemple, les chiens sont habituellement éduqués à percevoir les caresses comme des récompenses que leur maître ou maîtresse leur prodigue quand ils se sont bien comportés, mais s'ils n'ont pas été éduqués dans ce sens, ils peuvent percevoir la caresse comme une agression ; de plus, ils peuvent ne pas apprécier ce geste s'il est prodigué par un humain qu'ils ne connaissent pas. Chaque animal a ses zones à caresser favorites.
Caresser un animal domestique peut avoir des effets favorables sur la santé. Une étude japonaise parue dans la revue savante Anthropozoös en 2017 a scientifiquement montré que prodiguer des caresses à un chat augmentait les valeurs d'hémoglobine oxygénée dans le cortex préfrontal et produisait une amélioration de l'humeur. Une étude menée par des scientifiques de l'université de Bâle, en Suisse, et parue dans la revue savante Plos One en 2022 montre que les enfants scolarisés voient leur niveau de stress (mesuré par le taux de cortisol dans la salive) notablement atténué par le fait d'être régulièrement en interaction avec un chien qu'ils peuvent caresser ; cela fonctionne que les enfants aient ou non des besoins éducatifs particuliers.

## Usages sociaux des caresses
Une caresse peut servir à de nombreux usages différents. Elle peut procurer une sensation de protection et de sécurité, ou de consolation, ou servir à renforcer une relation sociale. Elle peut éveiller l'excitation et procurer du plaisir sexuel. Les humains ont développé des coutumes très variées incluant plus ou moins de contacts physiques avec les autres selon les cultures et les époques.

### Caresses des parents aux enfants
L'enfant a besoin d'être caressé et de se caresser lui-même pour se sentir exister, puis pour prendre la propriété de son propre corps. Les caresses des adultes aux enfants doivent se faire avec le consentement de l'enfant.

### Caresses de salutation
Les sociétés humaines ont inventé, au fil des époques, de nombreuses manières de se saluer. Certaines incluent des caresses, comme l'accolade, l'étreinte ou le câlin. Cependant, d'autres sociétés connaissent des moyens de se saluer n'incluant pas de caresses, par exemple la poignée de main, diverses variétés de baisers, divers gestes de salut, ou des formules de politesse purement verbales.

## Médecine
La caresse et plus généralement le recours au contact physique peuvent faire partie intégrante de la pratique de la médecine, dans une approche mettant en avant l'empathie et l'éthique du care,.
Des accessoires tels que les couvertures lestées, qui reproduisent en partie les mêmes sensations qu'une étreinte, sont utilisées pour diminuer le stress et l'anxiété. Elles sont particulièrement importantes auprès des personnes en fin de vie.

## Philosophie
Le philosophe franco-lituanien Emmanuel Levinas réfléchit à la notion de caresse dans Totalité et Infini paru en 1971 dans sa réflexion plus générale sur la relation à l'autre. La caresse consiste selon Levinas « à ne se saisir de rien », puisqu'on se contente d'effleurer. Elle recherche, mais elle ne cherche pas à posséder. Elle crée un entre-deux où chacun est à la fois touchant et touché, n'est plus tout à fait soi-même mais sans devenir l'autre. Levinas aborde également le thème de la caresse dans Autrement qu'être en 1974.

## Dans la culture

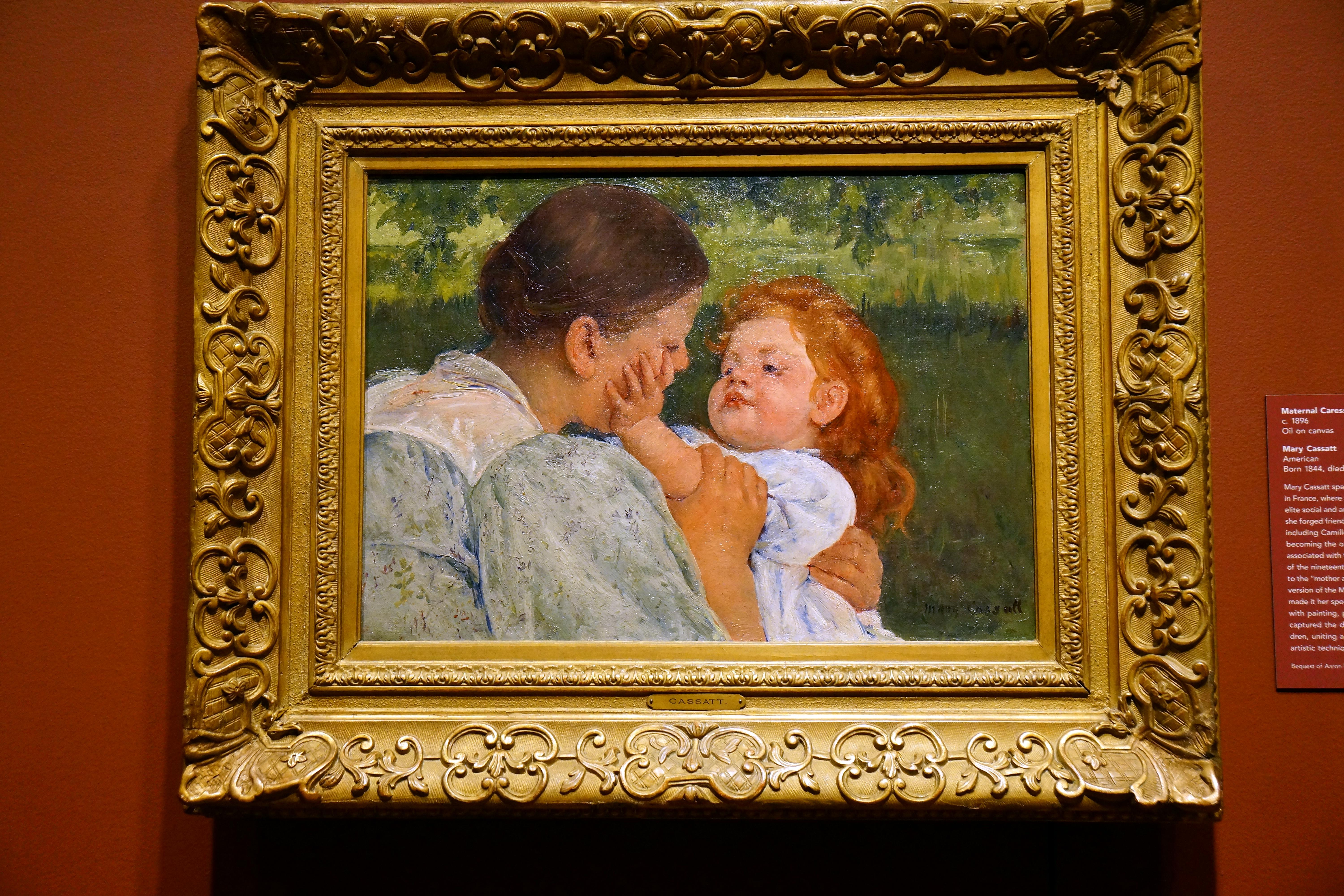
Maternal Caress, huile sur toile de Mary Cassatt de 1896, au Philadelphia Museum of Art.
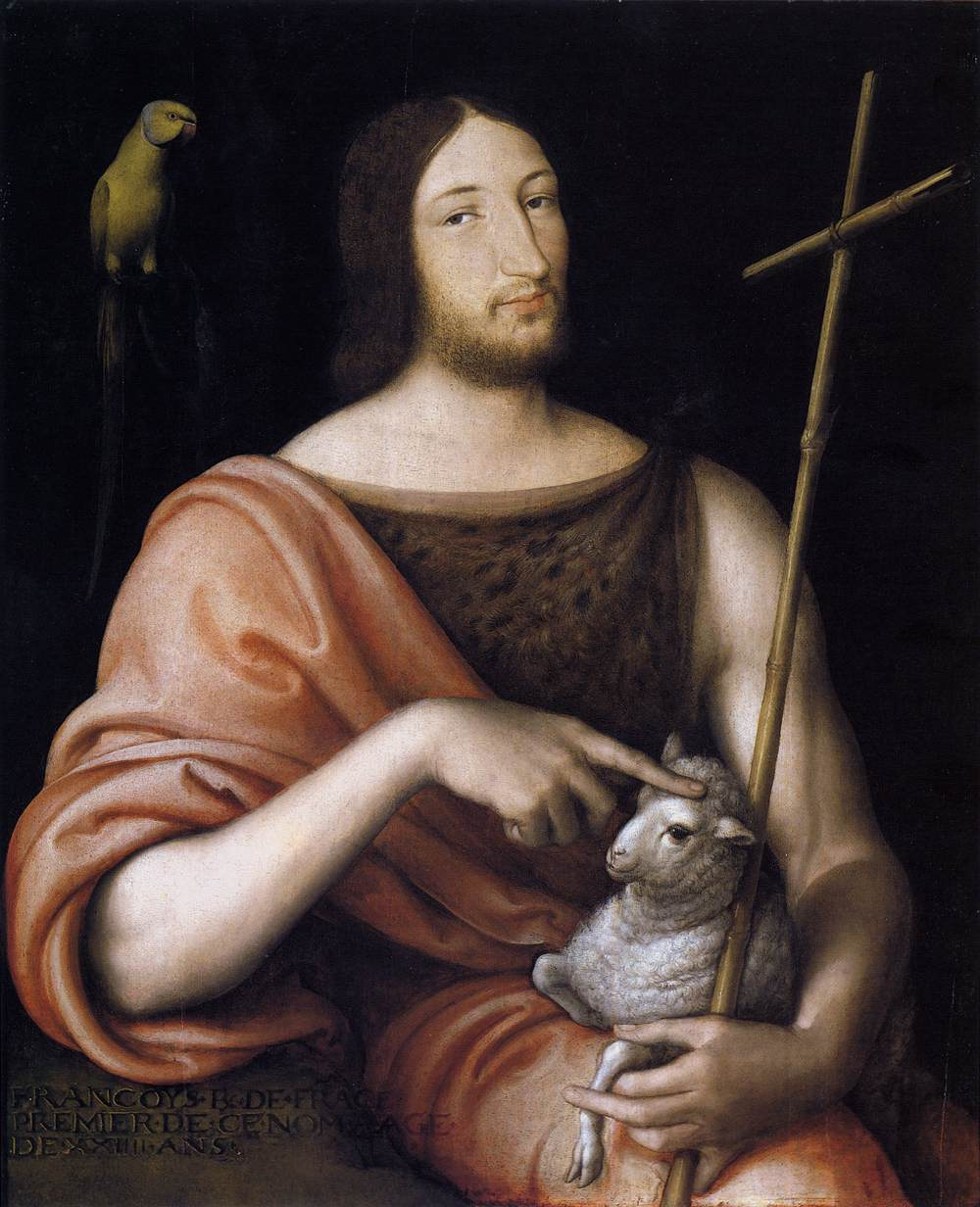
Portait de François Ier en saint Jean-Baptiste, huile sur panneau de bois de Jean Clouet de 1518, au musée du Louvre.

## Filmographie
- À fleur de peau. Une histoire des caresses, câlins et autres étreintes, documentaire réalisé par Annebeth Jacobsen, France-Allemagne, coproduction Broadview.TV et la ZDF en collaboration avec la chaîne Arte, 2022.